# Peter Deming
Peter Deming (nacido el 13 de diciembre de 1957) es un director de fotografía estadounidense nacido en Líbano, conocido por sus colaboraciones con directores como Sam Raimi, David Lynch, Wes Craven y Jay Roach. Ganó el Independent Spirit Award a la mejor fotografía por Mulholland Drive y fue nominado a un premio Primetime Emmy por su trabajo en la tercera temporada de Twin Peaks.

## Filmografía

### Películas
| Año  | Título                                      | Director         |
| ---- | ------------------------------------------- | ---------------- |
| 1987 | Hollywood Shuffle                           | Robert Townsend  |
| 1987 | Evil Dead II                                | Sam Raimi        |
| 1988 | It Takes Two                                | David Beaird     |
| 1988 | Scarecrows                                  | William Wesley   |
| 1990 | House Party                                 | Reginald Hudlin  |
| 1990 | Martians Go Home                            | David Odell      |
| 1990 | Book of Love                                | Robert Shaye     |
| 1991 | Drop Dead Fred                              | Ate de Jong      |
| 1992 | Mi primo Vinny                              | Jonathan Lynn    |
| 1993 | Son in Law                                  | Steve Rash       |
| 1993 | Loaded Weapon 1                             | Gene Quintano    |
| 1996 | Joe's Apartment                             | John Payson      |
| 1997 | Lost Highway                                | David Lynch      |
| 1997 | Austin Powers: International Man of Mystery | Jay Roach        |
| 1997 | Scream 2                                    | Wes Craven       |
| 1999 | Música del corazón                          | Wes Craven       |
| 1999 | Mystery, Alaska                             | Jay Roach        |
| 2000 | Scream 3                                    | Wes Craven       |
| 2001 | Mulholland Drive                            | David Lynch      |
| 2001 | Desde el infierno                           | Hughes brothers  |
| 2002 | Austin Powers in Goldmember                 | Jay Roach        |
| 2002 | People I Know                               | Daniel Algrant   |
| 2004 | Twisted                                     | Philip Kaufman   |
| 2004 | I Heart Huckabees                           | David O. Russell |
| 2005 | The Jacket                                  | John Maybury     |
| 2005 | Dicen por ahí...                            | Rob Reiner       |
| 2007 | Married Life                                | Ira Sachs        |
| 2007 | Lucky You                                   | Curtis Hanson    |
| 2008 | The Love Guru                               | Marco Schnabel   |
| 2009 | Arrástrame al infierno                      | Sam Raimi        |
| 2010 | Last Night                                  | Massy Tadjedin   |
| 2011 | Scream 4                                    | Wes Craven       |
| 2012 | The Cabin in the Woods                      | Drew Goddard     |
| 2013 | Oz the Great and Powerful                   | Sam Raimi        |
| 2016 | Now You See Me 2                            | Jon M. Chu       |
| 2020 | Capone                                      | Josh Trank       |
| 2020 | The New Mutants                             | Josh Boone       |
| 2022 | El menú                                     | Mark Mylod       |
| 2023 | Shotgun Wedding                             | Jason Moore      |

### Televisión
| Año  | Título                                       | Director                                                                                  | Notas          |
| ---- | -------------------------------------------- | ----------------------------------------------------------------------------------------- | -------------- |
| 2000 | If These Walls Could Talk 2                  | Anne Heche                                                                                | Película de TV |
| 2017 | Twin Peaks                                   | David Lynch                                                                               |                |
| 2020 | The Good Lord Bird                           | Albert Hughes, Kevin Hooks, Darnell Martin, Haifaa al-Mansour, Kate Woods, Michael Nankin | Miniserie      |
| 2023 | The Continental: From the World of John Wick | Albert Hughes                                                                             | 1 episodio     |